# 无毛川藏蒿
无毛川藏蒿（学名：Artemisia tainingensis var. nitida）为菊科蒿属下的一个变种。